# Our Kind of Soul
Our Kind of Soul è il diciottesimo album del duo Hall & Oates, pubblicato nel 2004.
È una raccolta di cover di classici della Motown, con qualche inedito.

## Tracce
1. Let Love Take Control (Daryl Hall, John Oates, Billy Mann) - 328
2. Standing in the Shadows of Love (Lamont Dozier, Eddie Holland Jr., Brian Holland) - 359
3. I'll Be Around (Thom Bell, Phil Hurtt) - 402
4. Used to Be My Girl (Kenny Gamble, Leon Huff) - 400
5. Soul Violins (Hall, Greg Bieck) - 405
6. I Can Dream About You (Dan Hartman) - 316
7. Don't Turn Your Back on Me (Hall) - 450
8. Fading Away (Warren Moore, William Robinson Jr., Robert Rodgers) - 339
9. Neither One of Us (Jim Weatherly) - 419
10. After the Dance (Marvin Gaye, Leon Ware) - 411
11. Rock Steady (Aretha Franklin) - 404
12. Love TKO (Gip Noble, Cecil Womack, Linda Womack) - 520
13. What You See is What You Get (Anthony Hester) - 430
14. Can't Get Enough of Your Love (Barry White) - 348
15. You Are Everything (Thom Bell, Linda Creed) - 354
16. I'm Still in Love With You (Al Green, Al Jackson Jr., Willie Mitchell) - 407
17. Ooh Child (Stan Vincent) - 350
18. Without You (Tom Evans, Pete Ham)*

* = non presente su edizione americana

## Formazione
- Daryl Hall: voce, tastiere, chitarra
- John Oates: voce, chitarra
- Tom Wolk: chitarra, basso
- Greg Bieck: programmazione batteria elettronica, tastiere
- Dave Sancious: tastiere, cori
- Steve Jordan: batteria
- Charles DeChant: fiati
- Lenny Pickett: fiati
- Bobby Eli: chitarre
- Jeff Catania: chitarre
- Robert Shaw: violino e direzione archi
- David Spinozza: arrangiamento e direzione archi
- Cenovia Cummins: violino
- Carol Pool: violino
- Stephanie Cummins: violoncello
- Sarah Hewitt-Roth: violoncello

## Produzione
- Daryl Hall, Tom Wolk, Greg Bieck: produzione
- Greg Bieck, Peter Moshay, Dave O'Donnell, Jamie Rosenberg: suono
- Bob Ludwig: mastering